# Агирре, Франсиско де
Франсиско де Агирре (исп. Francisco de Aguirre, 1500—1581) — испанский конкистадор.

## Биография
Франсиско де Агирре родился в Талавера-де-ла-Рейна, его родителями были Эрнандо де ла Руа и Констанса де Менесес. Несмотря на то, что его отец и дед носили фамилию «де ла Руа», во всех документах Франсиско идёт под фамилией «де Агирре»; предполагается, что это была фамилия матери его отца либо кого-то из предков матери (в Испании того времени было нормальным использовать ту фамилию кого-нибудь из предков, которая была более почётной, чем фамилии родителей). В войсках императора Карла V он участвовал в Итальянских войнах — в частности, принимал участие в знаменитой битве при Павии 1525 года.
В 1527 году во время разграбления Рима Франсиско де Агирре со своим отрядом защитил от разграбления один из монастырей. В благодарность за это папа Климент VII дал ему разрешение на брак с двоюродной сестрой Марией де Торрес и Менесес, а император назначил коррехидором Талаверы-де-ла-Рейны.
В 1534 году Франсиско де Агирре отправился в Америку, взяв с собой своего 6-летнего сына Эрнандо. С Кубы он в 1537 году вместе с 400 кастильскими солдатами отправился в Перу, выручать Гонсало Писарро и подавлять восстание инков. В 1538—1539 годах в составе сил Диего де Рохаса принял участие в завоевании Чаркаса.
В 1540 году Франсиско де Агирре узнал, что Педро де Вальдивия, которого он знал по Итальянским войнам, намерен завоевать Чили, и присоединился к нему. Он быстро стал доверенным лицом Вальдивии и занял важные посты в молодой колонии: входил в число алькальдов свежеоснованного Сантьяго.
20 июня 1549 года Агирре был назначен лейтенант-губернатором территории между пустыней Атакама и рекой Чоапа. Он восстановил разрушенный индейцами город Ла-Серена, построил форт для его защиты, а затем нанёс удар по индейцам.
8 октября 1551 года губернатор Педро де Вальдивия назначил Франсиско де Агирре своим представителем в Ла-Серене, Эль-Барко, Тукумане и всех землях далее вплоть до Атлантического океана, что вызвало спор с Хуаном Нуньесом де Прадой, которому эти же земли были дарованы вице-королём Педро де ла Гаской. После ряда исследовательских экспедиций Агирре основал город Сантьяго-дель-Эстеро.
25 декабря 1553 года Педро де Вальдивия погиб в сражении при Тукапеле. В завещании, вскрытом после его смерти, в качестве его преемника на посту губернатора Чили на первом месте был указан Херонимо де Альдерете, на втором — Франсиско де Агирре, на третьем — Франсиско де Вильягра. Альдерете в это время находился в Испании, Агирре — в Тукумане, поэтому южные города провозгласили губернатором Вильягру; в Сантьяго же, где про завещание Вальдивии было неизвестно, губернатором провозгласил себя Родриго де Кирога, которого впоследствии сместил Вильягра.
Агирре, узнав о смерди Вальдивии, немедленно вернулся в Ла-Серену, где его друзья приветствовали его как губернатора Чили. Он сообщил о своём губернаторстве в Сантьяго, добавив, что находящиеся под его командованием войска готовы защитить его пост, занятый им на основе завещания Вальдивии. Однако городской совет Сантьяго отказался признать его права, и разоружил контингент, присланный с доставившим сообщением братом Агирре Эрнандо. Конфликт был разрешён после петиции, посланной в Королевскую аудиенсию Лимы, которая постановила, что совет должен подчиниться на шесть месяцев, после которых вице-король Андрес Уртадо де Мендоса назначит нового губернатора. Если срок пройдёт, а губернатора ещё не будет, то губернатором останется Вильягра, командующий южной армией. Агирре не хотел подчиняться распоряжению, но в случае конфронтации с Вильягрой находящиеся в его распоряжении силы слишком уступали бы противной стороне, поэтому ему пришлось нехотя покориться.
В 1557 году прибыл назначенный вице-королём новый губернатор — его сын Гарсия Уртадо де Мендоса, который первым делом взял под стражу как Вильягру, так и Агирре. Суд в Лиме вынес решение в пользу Вильягры, а Агирре был осуждён за оккупацию Тукумана вопреки воле вице-короля и за противостоянию назначенному им губернатору Нуньесу де Праде. Однако два года спустя он был освобождён и вернулся в Чили. Семь месяцев спустя вице-король Диего Лопес де Суньига назначил его губернатором провинции Тукуман.
К тому времени регион из-за восстания местных жителей был практически потерян для Испании. Набрав солдат в Чаркасе, он вернул Тукуман под королевскую власть. В 1568 году он, однако, был арестован в Чаркасе по обвинению в ереси. Судебный процесс длился два с половиной года, после чего его приговорили к тюремному заключению и уплате штрафа. Однако впоследствии в Лиме он, подписав ряд отречений, был прощён инквизицией, и вернулся к губернаторству.
Вернувшись в Тукуман он, помимо губернаторских обязанностей, стал яростно преследовать тех, кто в своё время бунтовал против его правления. Его жестокость вызвала вмешательство инквизиции и вице-короля, и в 1570 году он был вновь вызван в Лиму. Процесс длился пять лет, и в итоге суд приговорил навсегда изгнать его из провинции Тукуман.
В 1576 году Франсиско де Агирре вернулся в Ла-Серену, где тихо прожил до конца своих дней.